# Heliura zonata
Heliura zonata là một loài bướm đêm thuộc phân họ Arctiinae, họ Erebidae.